# Revisão crítica da literatura
Revisão crítica da literatura, conhecida também como revisão opinativa (a analise se concentra nas evidências existentes sobre um assunto) ou estudo de revisão passiva (é realizada uma sintetização de estudos sobre um tema) é o estudo no qual uma revisão analisa e sintetiza as informações disponibilizadas na literatura através de uma avaliação crítica e discussão aprofundada sobre um tema determinado, mas não segue necessariamente uma metodologia pré-definida, como no caso de um revisão sistemática.